# Haymet-Felsen

Karte (1924) von Zentralpolynesien, mit Haymet R^{cks} und Orne B^{k} am unteren Kartenrand (mittig)

Die Haymet-Felsen (auch Haymet-Klippen, englisch Haymet Rocks, auch Haymet Reef) wurden 1863 von Kapitän J. E. Haymet auf dem Schoner Will Watch im südlichen Pazifik unter 27° 11′ S, 160° 13′ W gesichtet. Auf der Passage von Auckland nach Rarotonga fuhr er zwischen zwei Felsen hindurch, die knapp 500 m voneinander entfernt waren und sich zwischen 2,10 und 2,40 m unter Wasser befanden. Dabei rammte er den nördlichen Felsen und beschädigte den Schiffsrumpf.
Seitdem sind die Haymet-Felsen nicht wieder gesichtet worden.
Die Haymet-Felsen könnten ein Überbleibsel der Tuanaki-Inselgruppe sein.

## Sichtungen von Untiefen im Umkreis
Am 11. September 1874 überquerte das französische Transportschiff L'Orne eine unter ca. 27°42' S; 157°44' W befindliche Bank mit einer Wassertiefe von ca. 30 m. An derselben Stelle fand 1877 Kapitän Chambeyon vom französischen Kriegsschiff Le Curieux eine Tiefe von knapp 10 m.